# (10221) Kubrick
(10221) Kubrick ist ein Asteroid des Hauptgürtels, der am 28. Oktober 1997 vom tschechischen Astronomen Petr Pravec an der Sternwarte Ondřejov (IAU-Code 557) in Tschechien entdeckt wurde.
Der Asteroid wurde am 2. März 1999 nach dem US-amerikanischen Regisseur, Produzenten und Drehbuchautor Stanley Kubrick (1928–1999) benannt, der wegen seines Perfektionismus zu den bedeutendsten Filmemachern aller Zeiten gezählt wird.